# Puchar Polski w piłce ręcznej mężczyzn 2016/2017

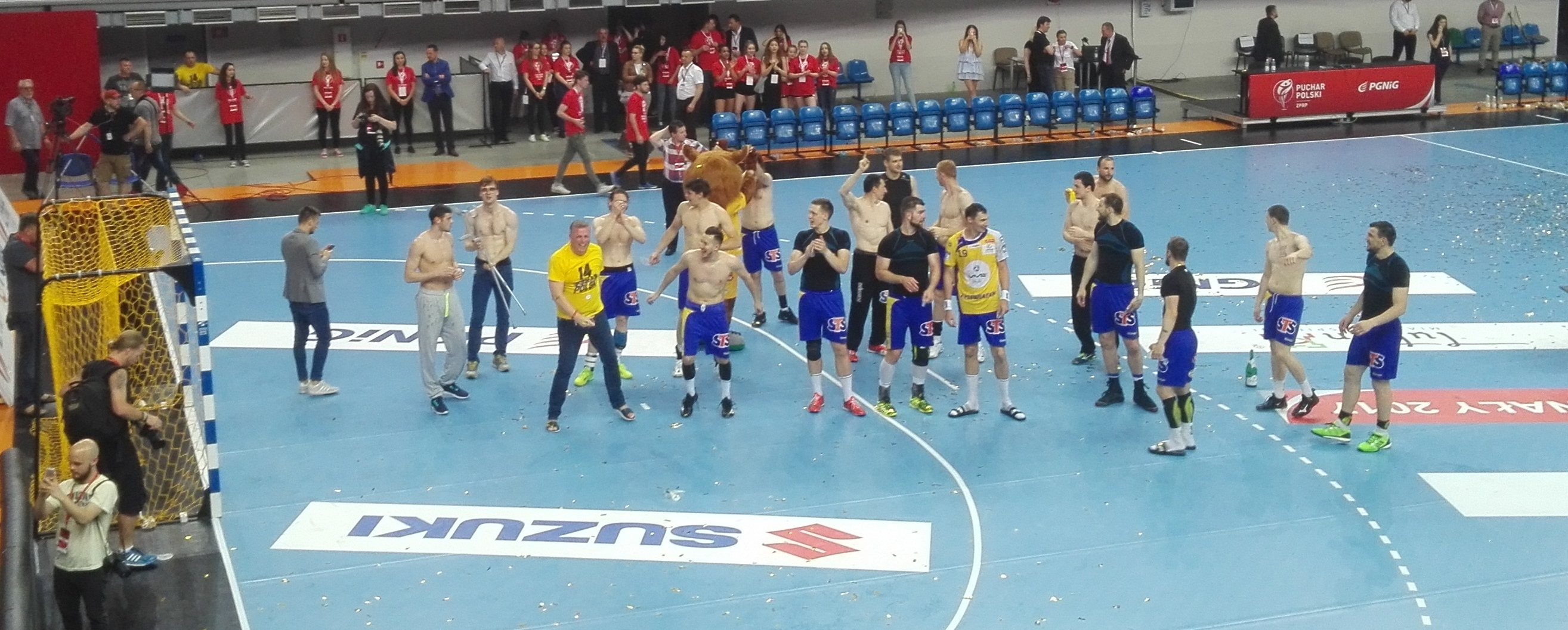
Drużyna Vive Tauron Kielce po zwycięstwie nad Wisłą Płock w meczu finałowym

Puchar Polski w piłce ręcznej mężczyzn 2016/2017 – 51. edycja rozgrywek, która wyłoniła zdobywcę Pucharu Polski, a także zespół, który będzie reprezentował Polskę w Pucharze EHF.
Do rozgrywek na szczeblu centralnym przystąpiło 15 zwycięzców pucharów okręgowych, 14 zespołów z Superligi oraz jedna zaproszona drużyna z okręgu wielkopolskiego. Puchar obroniło Vive Tauron Kielce, zdobywając go po raz 14. i po raz 9. z rzędu.
W dniu 5 grudnia 2016 zostały przedstawione zmiany wprowadzone przez ZPRP w sezonie 2016/2017.

## Uczestnicy rozgrywek

### Szczebel wojewódzki
| Województwo         | Zespoły biorące udział w rozgrywkach | Termin rozgrywek                   |
| ------------------- | --- | ---------------------------------- |
| Dolnośląskie        | |                                    |
| Kujawsko-pomorskie  | |                                    |
| Lubelskie           | |                                    |
| Lubuskie            | |                                    |
| Łódzkie             | |                                    |
| Małopolskie         | |                                    |
| Mazowieckie         | Czarni Regimin, AZS AWF Warszawa, Orlen Wisła II Płock, MKS Mazur Sierpc, SPR Radzymin, Jurand Ciechanów, AZS UW Warszawa                               | 12-26 października 2016            |
| Opolskie            | |                                    |
| Podkarpackie        | |                                    |
| Podlaskie           | |                                    |
| Pomorskie           | GKS Żukowo, Pomezania Malbork, Kar-Do Spójnia Gdynia, Sokół Kościerzyna                                                                                 | 19 października - 2 listopada 2016 |
| Śląskie             | |                                    |
| Świętokrzyskie      | KSSPR Końskie, KSZO Ostrowiec Świętokrzyski, Vive Tauron II Kielce, Klub Sportowy Busko                                                                 | 22-28 września 2016                |
| Warmińsko-mazurskie | |                                    |
| Wielkopolskie       | Ostrovia Ostrów Wielkopolski, Szczypiorno Kalisz, Nielba Wągrowiec, WKS Grunwald Poznań, Real Astromal Leszno, UKS Spartakus Buk, Szczypiorniak Gniezno | 10-30 października 2016            |
| Zachodniopomorskie  | |                                    |

### Szczebel centralny
| I etap eliminacji               | I etap eliminacji                       |
| ------------------------------- | --------------------------------------- |
| Województwo dolnośląskie        | Moto-Jelcz Oława                        |
| Województwo kujawsko-pomorskie  | ---                                     |
| Województwo lubelskie           | AZS AWF Biała Podlaska                  |
| Województwo lubuskie            | Stal Gorzów Wielkopolski                |
| Województwo łódzkie             | MKS Wieluń                              |
| Województwo małopolskie         | SPR Tarnów                              |
| Województwo mazowieckie         | AZS UW Warszawa                         |
| Województwo opolskie            | UKS Olimp Grodków                       |
| Województwo podkarpackie        | Czuwaj Przemyśl                         |
| Województwo podlaskie           | KS Bestios Białystok                    |
| Województwo pomorskie           | Kar-Do Spójnia Gdynia                   |
| Województwo śląskie             | Olimpia Piekary Śląskie                 |
| Województwo świętokrzyskie      | KSSPR Końskie                           |
| Województwo warmińsko-mazurskie | Warmia Traveland Olsztyn                |
| Województwo wielkopolskie       | Szczypiorno Kalisz Real Astromal Leszno |
| Województwo zachodniopomorskie  | Gwardia Koszalin                        |

| 1/16 finału         | 1/16 finału                        | 1/16 finału       | 1/16 finału     |
| ------------------- | ---------------------------------- | ----------------- | --------------- |
| Azoty-Puławy        | MMTS Kwidzyn                       | NMC Górnik Zabrze | KPR Legionowo   |
| Zagłębie Lubin      | Chrobry Głogów                     | Gwardia Opole     | Pogoń Szczecin  |
| Meble Wójcik Elbląg | Piotrkowianin Piotrków Trybunalski | Stal Mielec       | Wybrzeże Gdańsk |

| 1/8 finału         | 1/8 finału        |
| ------------------ | ----------------- |
| Vive Tauron Kielce | Orlen Wisła Płock |

## Rozgrywki

### 1/16 finału

#### Losowanie
Formalnego losowania par 1/16 finału nie było - zespoły zostały połączone w pary z wykorzystaniem klucza geograficznego. Z uwagi na brak przedstawiciela województwa kujawsko-pomorskiego jako 16. drużyna został zaproszony Real Astromal Leszno. Obrońca tytułu Vive Tauron Kielce oraz ubiegłoroczny finalista Orlen Wisła Płock, jako zespoły występujące w EHF CL, otrzymali wolny los w fazie 1/16 i dołączą do rozgrywek na etapie 1/8 finału.
16 drużyn ze szczebla wojewódzkiego zostały połączone w pary z 12. zespołami z Superligi tworząc czternaście par 1/16 finału. W tej fazie rozgrywek rozegrane zostaną pojedyncze spotkania bez meczów rewanżowych i wstępnie zostały zaplanowane na 14 grudnia 2016.

#### Zestawienie par
| Drużyna 1                | Wynik | Drużyna 2                          |
| ------------------------ | ----- | ---------------------------------- |
| Gwardia Koszalin         | 27:39 | Pogoń Szczecin                     |
| MKS Wieluń               | 26:35 | Wybrzeże Gdańsk                    |
| Kar-Do Spójnia Gdynia    | 24:27 | Meble Wójcik Elbląg                |
| AZS UW Warszawa          | 29:34 | MMTS Kwidzyn                       |
| AZS AWF Biała Podlaska   | 23:27 | KPR Legionowo                      |
| Real Astromal Leszno     | 26:27 | Piotrkowianin Piotrków Trybunalski |
| KSSPR Końskie            | 26:34 | Azoty-Puławy                       |
| SPR Tarnów               | 32:35 | Stal Mielec                        |
| Czuwaj Przemyśl          | 35:34 | NMC Górnik Zabrze                  |
| Moto-Jelcz Oława         | 25:31 | Gwardia Opole                      |
| UKS Olimp Grodków        | 20:29 | Zagłębie Lubin                     |
| Stal Gorzów Wielkopolski | 36:35 | Chrobry Głogów                     |
| KS Bestios Białystok     | 22:27 | Warmia Traveland Olsztyn           |
| Szczypiorno Kalisz       | 33:20 | Olimpia Piekary Śląskie            |

Wyniki
| 13 grudnia 201619:00 | Szczypiorno Kalisz  | 33:20(17:8) | Olimpia Piekary Śląskie | gospodarz Widzów: 290 Sędzia: Gnyszka Jakub, Stonoga Mateusz (Ozimek) |
| 13 grudnia 201619:00 | Michał Czerwiński 7 | 33:20(17:8) | 6 Mateusz Czapla        | gospodarz Widzów: 290 Sędzia: Gnyszka Jakub, Stonoga Mateusz (Ozimek) |
| 13 grudnia 201619:00 | 5× · 3×             | 33:20(17:8) | 3× · 3×                 | gospodarz Widzów: 290 Sędzia: Gnyszka Jakub, Stonoga Mateusz (Ozimek) |

| 13 grudnia 201619:30 | Moto-Jelcz Oława  | 25:31(14:13) | Gwardia Opole                        | gospodarz Widzów: 250 Sędzia: Mariusz Marciniak, Piotr Radziszewski (Wolsztyn) |
| 13 grudnia 201619:30 | Jarosław Paluch 6 | 25:31(14:13) | 8 Michał Lemaniak 8 Mateusz Morawski | gospodarz Widzów: 250 Sędzia: Mariusz Marciniak, Piotr Radziszewski (Wolsztyn) |
| 13 grudnia 201619:30 | 3× · 3×           | 25:31(14:13) | 2× · 1×                              | gospodarz Widzów: 250 Sędzia: Mariusz Marciniak, Piotr Radziszewski (Wolsztyn) |

| 14 grudnia 201617:00 | Czuwaj Przemyśl   | 36:35(18:18) | NMC Górnik Zabrze | gospodarz Widzów: 295 Sędzia: Jakub Czochra (Zwierzyniec) Michał Szpinda (Zamość) |
| 14 grudnia 201617:00 | Tomasz Biernat 10 | 36:35(18:18) | 10 Maciej Tokaj   | gospodarz Widzów: 295 Sędzia: Jakub Czochra (Zwierzyniec) Michał Szpinda (Zamość) |
| 14 grudnia 201617:00 | 3× · 3×           | 36:35(18:18) | 2× · 3×           | gospodarz Widzów: 295 Sędzia: Jakub Czochra (Zwierzyniec) Michał Szpinda (Zamość) |

| 14 grudnia 201617:00 | KS Bestios Białystok | 22:27(9:12) | Warmia Traveland Olsztyn | Białystok Widzów: 100 Sędzia: Wojciech Kuliński (Płock) Sebastian Patyk (Warszawa |
| 14 grudnia 201617:00 | Mateusz Puchalski 9  | 22:27(9:12) | 14 Tomasz Fugiel         | Białystok Widzów: 100 Sędzia: Wojciech Kuliński (Płock) Sebastian Patyk (Warszawa |
| 14 grudnia 201617:00 | 4× · 3×              | 22:27(9:12) | 4× · 3×                  | Białystok Widzów: 100 Sędzia: Wojciech Kuliński (Płock) Sebastian Patyk (Warszawa |

| 14 grudnia 201618:00 | KSSPR Końskie                        | 26:34(17:18) | Azoty-Puławy     | gospodarz Widzów: 400 Sędzia: Paweł Kucharski, Michał Stachowicz (Radom) |
| 14 grudnia 201618:00 | Piotr Rutkowski 7 Patryk Mastalerz 7 | 26:34(17:18) | 7 Leos Petrovsky | gospodarz Widzów: 400 Sędzia: Paweł Kucharski, Michał Stachowicz (Radom) |
| 14 grudnia 201618:00 | 1× · 3×                              | 26:34(17:18) | 4× · 3×          | gospodarz Widzów: 400 Sędzia: Paweł Kucharski, Michał Stachowicz (Radom) |

| 14 grudnia 201618:30 | UKS Olimp Grodków                 | 20:29(7:15) | Zagłębie Lubin | gospodarz Widzów: 120 Sędzia: Wojciech Bloch (Orzech) Michał Solecki Bytom) |
| 14 grudnia 201618:30 | Łukasz Ogorzelec 4 Paweł Prokop 4 | 20:29(7:15) | 10 Jan Czuwara | gospodarz Widzów: 120 Sędzia: Wojciech Bloch (Orzech) Michał Solecki Bytom) |
| 14 grudnia 201618:30 | 1× · 2×                           | 20:29(7:15) | 4× · 2×        | gospodarz Widzów: 120 Sędzia: Wojciech Bloch (Orzech) Michał Solecki Bytom) |

| 14 grudnia 201619:00 | MKS Wieluń      | 26:35(14:13) | Wybrzeże Gdańsk | gospodarz Widzów: 290 Sędzia: Mirosław Pazur (Ruda Śląska) Grzegorz Schiwon (Zabrze) |
| 14 grudnia 201619:00 | Michał Bernaś 6 | 26:35(14:13) | 7 Paweł Salacz  | gospodarz Widzów: 290 Sędzia: Mirosław Pazur (Ruda Śląska) Grzegorz Schiwon (Zabrze) |
| 14 grudnia 201619:00 | 4× · 3× · 1×    | 26:35(14:13) | 3× · 3×         | gospodarz Widzów: 290 Sędzia: Mirosław Pazur (Ruda Śląska) Grzegorz Schiwon (Zabrze) |

| 16 grudnia 201618:00 | Gwardia Koszalin | 27:39(12:19) | Pogoń Szczecin     | Koszalin Widzów: 1200 Sędzia: Paweł Kaszubski, Piotr Wojdyr (Gdańsk) |
| 16 grudnia 201618:00 | Jakub Radosz 10  | 27:39(12:19) | 12 Mariusz Jurasik | Koszalin Widzów: 1200 Sędzia: Paweł Kaszubski, Piotr Wojdyr (Gdańsk) |
| 16 grudnia 201618:00 | 5× · 3×          | 27:39(12:19) | 5× · 2×            | Koszalin Widzów: 1200 Sędzia: Paweł Kaszubski, Piotr Wojdyr (Gdańsk) |

| 16 grudnia 201618:00 | Real Astromal Leszno                                  | 26:27 (pd.)(12:11, 22:22, 25:25) | Piotrkowianin Piotrków Trybunalski | gospodarz Widzów: 250 Sędzia: Filip Fahner, Łukasz Kubis (Głogów) |
| 16 grudnia 201618:00 | Damian Krystkowiak 6 Piotr Łuczak 6 Michał Przekwas 6 | 26:27 (pd.)(12:11, 22:22, 25:25) | 8 Bartosz Nastaj                   | gospodarz Widzów: 250 Sędzia: Filip Fahner, Łukasz Kubis (Głogów) |

| 13 stycznia 201717:00 | Stal Gorzów Wielkopolski               | 36:35 (pd.)(12:11, 27:27, 30:30) | Chrobry Głogów       | gospodarz Widzów: 300 Sędzia: Andrzej Rajkiewicz (Szczecin) Jakub Tarczykowski (Osina) |
| 13 stycznia 201717:00 | Stanisław Gębala 7 Mateusz Stupiński 7 | 36:35 (pd.)(12:11, 27:27, 30:30) | 8 Damian Krzysztofik | gospodarz Widzów: 300 Sędzia: Andrzej Rajkiewicz (Szczecin) Jakub Tarczykowski (Osina) |
| 13 stycznia 201717:00 | 8× · 3× · 1×                           | 36:35 (pd.)(12:11, 27:27, 30:30) | 7× · 3×              | gospodarz Widzów: 300 Sędzia: Andrzej Rajkiewicz (Szczecin) Jakub Tarczykowski (Osina) |

| 18 stycznia 201718:30 | AZS UW Warszawa | 29:34(12:17) | MMTS Kwidzyn           | Warszawa Widzów: 280 Sędzia: Weronika Bijak, Paulina Ryczek (Kraśnik) |
| 18 stycznia 201718:30 | Łukasz Wolski 5 | 29:34(12:17) | 8 Grzegorz Szczepański | Warszawa Widzów: 280 Sędzia: Weronika Bijak, Paulina Ryczek (Kraśnik) |
| 18 stycznia 201718:30 | 4× · 3×         | 29:34(12:17) | 2×                     | Warszawa Widzów: 280 Sędzia: Weronika Bijak, Paulina Ryczek (Kraśnik) |

| 21 stycznia 201717:00 | Kar-Do Spójnia Gdynia | 24:27(14:13) | Meble Wójcik Elbląg | gospodarz Widzów: 50 Sędzia: Michał Orzech, Robert Orzech (Brodnica) |
| 21 stycznia 201717:00 | Paweł Ćwikliński 6    | 24:27(14:13) | 8 Paweł Adamczak    | gospodarz Widzów: 50 Sędzia: Michał Orzech, Robert Orzech (Brodnica) |
| 21 stycznia 201717:00 | 4× · 2×               | 24:27(14:13) | 3×                  | gospodarz Widzów: 50 Sędzia: Michał Orzech, Robert Orzech (Brodnica) |

| 28 stycznia 201718:00 | SPR Tarnów     | 32:35(15:14) | Stal Mielec  | gospodarz Widzów: 285 Sędzia: Mirosław Hagdej, Wojciech Bosak (Sandomierz) |
| 28 stycznia 201718:00 | Daniel Dutka 7 | 32:35(15:14) | 9 Paweł Wilk | gospodarz Widzów: 285 Sędzia: Mirosław Hagdej, Wojciech Bosak (Sandomierz) |
| 28 stycznia 201718:00 | 2× · 2×        | 32:35(15:14) | 2× · 3×      | gospodarz Widzów: 285 Sędzia: Mirosław Hagdej, Wojciech Bosak (Sandomierz) |

| 1 lutego 201718:00 | AZS AWF Biała Podlaska | 23:27(11:14) | KPR Legionowo   | gospodarz Widzów: 500 Sędzia: Cezary Figarski, Dariusz Żak (Radom) |
| 1 lutego 201718:00 | Maksim Kruchkou 5      | 23:27(11:14) | 8 Witalij Titow | gospodarz Widzów: 500 Sędzia: Cezary Figarski, Dariusz Żak (Radom) |
| 1 lutego 201718:00 | 4× · 3×                | 23:27(11:14) | 7× · 3×         | gospodarz Widzów: 500 Sędzia: Cezary Figarski, Dariusz Żak (Radom) |

### 1/8 finału

#### Losowanie
Losowanie 1/8 finału było dwustopniowe. Najpierw do dwóch drużyn występujących w EHF CL, tj. Vive Tauron Kielce i Orlen Wisła Płock, zostało dolosowane sześć drużyn i utworzyły one koszyk 1, pozostałe drużyny utworzyły koszyk 2. Z tak przygotowanych koszyków przeprowadzono losowane par 1/8 finału. Gospodarzem meczu jest drużyna z koszyka 2. Wstępny termin meczów 1/8 finału to 4 lutego 2017.

#### Podział na koszyki[19]
| Koszyk 1 | Koszyk 2 |
| --- | --- |
| Orlen Wisła Płock Vive Tauron Kielce Azoty-Puławy Piotrkowianin Piotrków Trybunalski Pogoń Szczecin Stal Gorzów Wielkopolski Stal Mielec Szczypiorno Kalisz | Czuwaj Przemyśl Gwardia Opole KPR Legionowo Meble Wójcik Elbląg MMTS Kwidzyn Warmia Traveland Olsztyn Wybrzeże Gdańsk Zagłębie Lubin |

#### Zestawienie par
| Drużyna 1                | Wynik | Drużyna 2                          |
| ------------------------ | ----- | ---------------------------------- |
| MMTS Kwidzyn             | 33:26 | Piotrkowianin Piotrków Trybunalski |
| Meble Wójcik Elbląg      | 21:30 | Azoty-Puławy                       |
| Gwardia Opole            | 29:27 | Stal Mielec                        |
| Czuwaj Przemyśl          | 26:40 | Vive Tauron Kielce                 |
| Zagłębie Lubin           | 27:29 | Orlen Wisła Płock                  |
| Warmia Traveland Olsztyn | 33:32 | Stal Gorzów Wielkopolski           |
| Wybrzeże Gdańsk          | 35:20 | Szczypiorno Kalisz                 |
| Pogoń Szczecin           | 29:25 | KPR Legionowo                      |

Wyniki
| 4 lutego 201717:00 | Meble Wójcik Elbląg | 21:30(10:15) | Azoty-Puławy  | gospodarz Widzów: 100 Sędzia: Damian Godzina (Tczew) Łukasz Kamrowski (Cedry Wielkie) |
| 4 lutego 201717:00 | Piotr Adamczak 6    | 21:30(10:15) | 6 Nikola Prce | gospodarz Widzów: 100 Sędzia: Damian Godzina (Tczew) Łukasz Kamrowski (Cedry Wielkie) |
| 4 lutego 201717:00 | 3× · 3×             | 21:30(10:15) | 4× · 3×       | gospodarz Widzów: 100 Sędzia: Damian Godzina (Tczew) Łukasz Kamrowski (Cedry Wielkie) |

| 4 lutego 201717:30 | Wybrzeże Gdańsk     | 35:20(18:12) | Szczypiorno Kalisz | gospodarz Widzów: 298 Sędzia: Grzegorz Młyński (Zwoleń) Rafał Puszkarski (Legionowo) |
| 4 lutego 201717:30 | Adrian Kondratiuk 6 | 35:20(18:12) | 6 Łukasz Sieg      | gospodarz Widzów: 298 Sędzia: Grzegorz Młyński (Zwoleń) Rafał Puszkarski (Legionowo) |
| 4 lutego 201717:30 | 5× · 3×             | 35:20(18:12) | 7× · 3× · 1×       | gospodarz Widzów: 298 Sędzia: Grzegorz Młyński (Zwoleń) Rafał Puszkarski (Legionowo) |

| 4 lutego 201718:00 | Czuwaj Przemyśl    | 26:40(8:19) | Vive Tauron Kielce   | gospodarz Widzów: 800 Sędzia: Jakub Czochra (Zwierzyniec) Michał Szpinda (Zamość) |
| 4 lutego 201718:00 | Maciej Kubisztal 7 | 26:40(8:19) | 9 Krzysztof Lijewski | gospodarz Widzów: 800 Sędzia: Jakub Czochra (Zwierzyniec) Michał Szpinda (Zamość) |
| 4 lutego 201718:00 | 6× · 3×            | 26:40(8:19) | 5× · 2×              | gospodarz Widzów: 800 Sędzia: Jakub Czochra (Zwierzyniec) Michał Szpinda (Zamość) |

| 4 lutego 201720:00 | Gwardia Opole       | 29:27(14:14) | Stal Mielec  | gospodarz Widzów: 400 Sędzia: Filip Fahner, Łukasz Kubis (Głogów) |
| 4 lutego 201720:00 | Przemysław Zadura 6 | 29:27(14:14) | 7 Paweł Wilk | gospodarz Widzów: 400 Sędzia: Filip Fahner, Łukasz Kubis (Głogów) |
| 4 lutego 201720:00 | 4× · 3×             | 29:27(14:14) | 3× · 3×      | gospodarz Widzów: 400 Sędzia: Filip Fahner, Łukasz Kubis (Głogów) |

| 5 lutego 201718:00 | Zagłębie Lubin | 27:29(16:17) | Orlen Wisła Płock | gospodarz Widzów: 812 Sędzia: Mariusz Marciniak, Piotr Radziszewski (Wolsztyn) |
| 5 lutego 201718:00 | Jan Czuwara 7  | 27:29(16:17) | 7 Lovro Mihić     | gospodarz Widzów: 812 Sędzia: Mariusz Marciniak, Piotr Radziszewski (Wolsztyn) |
| 5 lutego 201718:00 | 2× · 3×        | 27:29(16:17) | 4× · 3×           | gospodarz Widzów: 812 Sędzia: Mariusz Marciniak, Piotr Radziszewski (Wolsztyn) |

| 19 lutego 2017 | Pogoń Szczecin | 29:25(14:12) | KPR Legionowo   | gospodarz Widzów: 200 Sędzia: Damian Godzina(Tczew) Łukasz Kamrowski(Cedry Wielkie) |
| 19 lutego 2017 | Paweł Krupa 6  | 29:25(14:12) | 9 Witalij Titow | gospodarz Widzów: 200 Sędzia: Damian Godzina(Tczew) Łukasz Kamrowski(Cedry Wielkie) |
| 19 lutego 2017 | 5× · 3×        | 29:25(14:12) | 8× · 3× · 1×    | gospodarz Widzów: 200 Sędzia: Damian Godzina(Tczew) Łukasz Kamrowski(Cedry Wielkie) |

| 28 lutego 2017 | Warmia Traveland Olsztyn | 33:32 (pd.)(13:17, 29:29) | Stal Gorzów Wielkopolski | gospodarz Widzów: 200 Sędzia: Bartosz Leszczyński, Marcin Piechota (Płock) |
| 28 lutego 2017 | Marcin Malewski 9        | 33:32 (pd.)(13:17, 29:29) | 7 Aleksander Kryszeń     | gospodarz Widzów: 200 Sędzia: Bartosz Leszczyński, Marcin Piechota (Płock) |
| 28 lutego 2017 | 5× · 3× · 1×             | 33:32 (pd.)(13:17, 29:29) | 6× · 3× · 1×             | gospodarz Widzów: 200 Sędzia: Bartosz Leszczyński, Marcin Piechota (Płock) |

| 5 marca 201713:00 | MMTS Kwidzyn    | 33:26(17:13) | Piotrkowianin Piotrków Trybunalski | gospodarz Widzów: 800 Sędzia: Jakub Jerlecki, Maciej Łabuń (Szczecin) |
| 5 marca 201713:00 | Kamil Krieger 6 | 33:26(17:13) | 4 Bartosz Nastaj                   | gospodarz Widzów: 800 Sędzia: Jakub Jerlecki, Maciej Łabuń (Szczecin) |
| 5 marca 201713:00 | 2× · 3×         | 33:26(17:13) | 2× · 3×                            | gospodarz Widzów: 800 Sędzia: Jakub Jerlecki, Maciej Łabuń (Szczecin) |

### 1/4 finału
Losowanie odbyło się 16 lutego 2017, w siedzibie ZPRP w Warszawie. Zgodnie z regulaminem nie było podziałów na koszyki ani rozstawienia drużyn. Mecze zaplanowano na 5 kwietnia 2017.
| Drużyna 1                | Wynik | Drużyna 2          |
| ------------------------ | ----- | ------------------ |
| Pogoń Szczecin           | 25:37 | Vive Tauron Kielce |
| MMTS Kwidzyn             | 33:23 | Wybrzeże Gdańsk    |
| Orlen Wisła Płock        | 36:24 | Azoty-Puławy       |
| Warmia Traveland Olsztyn | 22:28 | Gwardia Opole      |

Wyniki
| 5 kwietnia 201717:45 | Pogoń Szczecin   | 25:37(12:18) | Vive Tauron Kielce | gospodarz Widzów: 1200 Sędzia: Andrzej Gratunik (Zielona Góra) Mariusz Wołowicz (Wtórek) |
| 5 kwietnia 201717:45 | Arkadiusz Bosy 7 | 25:37(12:18) | 6 Karol Bielecki   | gospodarz Widzów: 1200 Sędzia: Andrzej Gratunik (Zielona Góra) Mariusz Wołowicz (Wtórek) |
| 5 kwietnia 201717:45 | 2× · 3×          | 25:37(12:18) | 3× · 1× · 1×       | gospodarz Widzów: 1200 Sędzia: Andrzej Gratunik (Zielona Góra) Mariusz Wołowicz (Wtórek) |

| 5 kwietnia 201718:00 | MMTS Kwidzyn      | 33:23(16:8) | Wybrzeże Gdańsk   | gospodarz Widzów: 700 Sędzia: Grzegorz Młyński (Zwoleń) Rafał Puszkarski (Legionowo) |
| 5 kwietnia 201718:00 | Adrian Nogowski 6 | 33:23(16:8) | 8 Łukasz Rogulski | gospodarz Widzów: 700 Sędzia: Grzegorz Młyński (Zwoleń) Rafał Puszkarski (Legionowo) |
| 5 kwietnia 201718:00 | 3× · 3×           | 33:23(16:8) | 6× · 3× · 1×      | gospodarz Widzów: 700 Sędzia: Grzegorz Młyński (Zwoleń) Rafał Puszkarski (Legionowo) |

| 5 kwietnia 201718:00 | Warmia Traveland Olsztyn | 22:28(11:15) | Gwardia Opole      | gospodarz Widzów: 850 Sędzia: Paweł Kaszubski, Piotr Wojdyr (Gdańsk) |
| 5 kwietnia 201718:00 | Marcin Malewski 9        | 22:28(11:15) | 7 Antoni Łangowski | gospodarz Widzów: 850 Sędzia: Paweł Kaszubski, Piotr Wojdyr (Gdańsk) |
| 5 kwietnia 201718:00 | 3× · 3×                  | 22:28(11:15) | 4× · 3×            | gospodarz Widzów: 850 Sędzia: Paweł Kaszubski, Piotr Wojdyr (Gdańsk) |

| 5 kwietnia 201719:00 | Orlen Wisła Płock | 36:24(19:9) | Azoty-Puławy      | gospodarz Widzów: 3400 Sędzia: Andrzej Chrzan, Michał Janas (Tarnów) |
| 5 kwietnia 201719:00 | Maciej Gębala 6   | 36:24(19:9) | 6 Bartosz Jurecki | gospodarz Widzów: 3400 Sędzia: Andrzej Chrzan, Michał Janas (Tarnów) |
| 5 kwietnia 201719:00 | 4× · 1×           | 36:24(19:9) | 2× · 3×           | gospodarz Widzów: 3400 Sędzia: Andrzej Chrzan, Michał Janas (Tarnów) |

### Półfinały
Losowanie odbyło się 6 kwietnia 2017, w siedzibie ZPRP w Warszawie. Zgodnie z regulaminem nie było rozstawienia drużyn. Pierwsze mecze zaplanowano na 14 kwietnia 2017, rewanże na 10 maja 2017.
| Drużyna 1                            | Wynik dwumeczu | Drużyna 2         | Pierwszy mecz | Drugi mecz |
| ------------------------------------ | -------------- | ----------------- | ------------- | ---------- |
| Vive Tauron Kielce                   | 75:40          | Gwardia Opole     | 38:23         | 37:17      |
| MMTS Kwidzyn                         | 47:64          | Orlen Wisła Płock | 23:31         | 24:33      |
| Po lewej gospodarz pierwszego meczu. |                |                   |               |            |

Wyniki
| 12 kwietnia 201718:00 | MMTS Kwidzyn     | 23:31(11:12) | Orlen Wisła Płock  | gospodarz Widzów: 1000 Sędzia: Andrzej Rajkiewicz (Szczecin) Jakub Tarczykowski (Osina) |
| 12 kwietnia 201718:00 | Mateusz Seroka 9 | 23:31(11:12) | 9 Valentin Ghionea | gospodarz Widzów: 1000 Sędzia: Andrzej Rajkiewicz (Szczecin) Jakub Tarczykowski (Osina) |
| 12 kwietnia 201718:00 | 3× · 3×          | 23:31(11:12) | 6× · 3× · 1×       | gospodarz Widzów: 1000 Sędzia: Andrzej Rajkiewicz (Szczecin) Jakub Tarczykowski (Osina) |

| 12 kwietnia 201718:30 | Vive Tauron Kielce | 38:23(18:10) | Gwardia Opole                              | gospodarz Widzów: 800 Sędzia: Marek Baranowski (Warszawa) Bogdan Lemanowicz (Łąck) |
| 12 kwietnia 201718:30 | Karol Bielecki 10  | 38:23(18:10) | 4 Mindaugas Tarcijonas 4 Przemysław Zadura | gospodarz Widzów: 800 Sędzia: Marek Baranowski (Warszawa) Bogdan Lemanowicz (Łąck) |
| 12 kwietnia 201718:30 | 2× · 3×            | 38:23(18:10) | 7× · 3×                                    | gospodarz Widzów: 800 Sędzia: Marek Baranowski (Warszawa) Bogdan Lemanowicz (Łąck) |

| 10 maja 201718:00 | Orlen Wisła Płock  | 33:24(15:10) | MMTS Kwidzyn      | gospodarz Widzów: 2000 Sędzia: Michał Chodorek, Paweł Popiel (Kielce) |
| 10 maja 201718:00 | Valentin Ghionea 9 | 33:24(15:10) | 5 Adrian Nogowski | gospodarz Widzów: 2000 Sędzia: Michał Chodorek, Paweł Popiel (Kielce) |
| 10 maja 201718:00 | 2× · 3×            | 33:24(15:10) | 1× · 3×           | gospodarz Widzów: 2000 Sędzia: Michał Chodorek, Paweł Popiel (Kielce) |

| 10 maja 201718:30 | Gwardia Opole                    | 17:37(7:15) | Vive Tauron Kielce                  | gospodarz Widzów: 800 Sędzia: Michał Kopiec (Siemianowice Śląskie) Marcin Zubek (Bytom) |
| 10 maja 201718:30 | Antoni Łangowski 4 Karol Siwak 4 | 17:37(7:15) | 6 Karol Bielecki 6 Tobias Reichmann | gospodarz Widzów: 800 Sędzia: Michał Kopiec (Siemianowice Śląskie) Marcin Zubek (Bytom) |
| 10 maja 201718:30 | 8× · 3×                          | 17:37(7:15) | 3× · 2×                             | gospodarz Widzów: 800 Sędzia: Michał Kopiec (Siemianowice Śląskie) Marcin Zubek (Bytom) |

### Finał

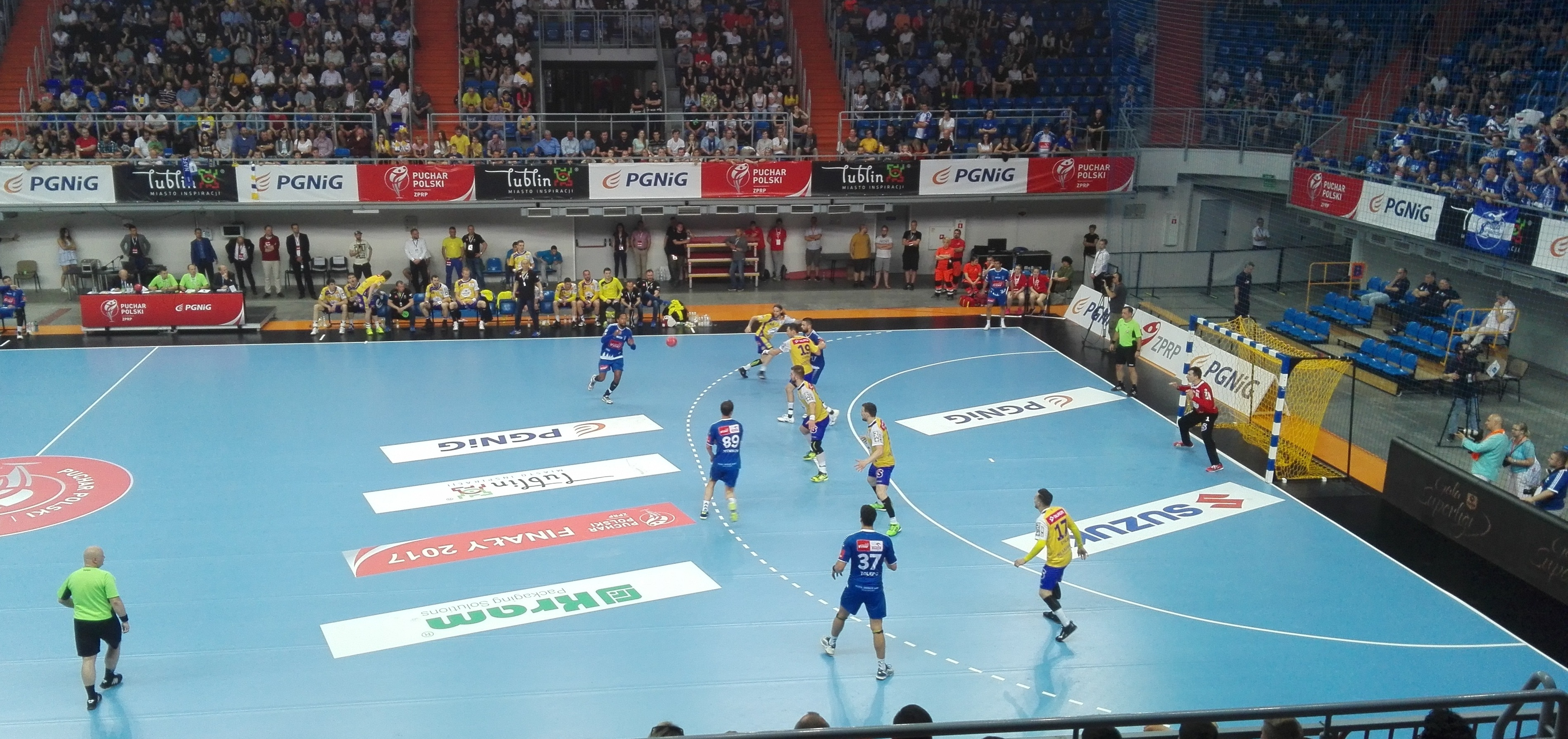
Mecz finałowy. Dmitrij Żytnikow podaje piłkę do Gilberto Duarte

11 maja 2017 w siedzibie ZPRP odbyło się losowanie gospodarza meczu finałowego, którym została Wisła Płock.
| Drużyna 1         | Wynik | Drużyna 2          |
| ----------------- | ----- | ------------------ |
| Orlen Wisła Płock | 24:31 | Vive Tauron Kielce |

Wynik
| 21 maja 201718:45 | Orlen Wisła Płock          | 24:31(12:16) | Vive Tauron Kielce | Hala Sportowo-Widowiskowa „Globus”, Lublin Widzów: 2700 Sędzia: Andrzej Rajkiewicz (Szczecin) Jakub Tarczykowski (Osina) |
| 21 maja 201718:45 | José Guilherme de Toledo 7 | 24:31(12:16) | 8 Michał Jurecki   | Hala Sportowo-Widowiskowa „Globus”, Lublin Widzów: 2700 Sędzia: Andrzej Rajkiewicz (Szczecin) Jakub Tarczykowski (Osina) |
| 21 maja 201718:45 | 10× · 2×                   | 24:31(12:16) | 7× · 2×            | Hala Sportowo-Widowiskowa „Globus”, Lublin Widzów: 2700 Sędzia: Andrzej Rajkiewicz (Szczecin) Jakub Tarczykowski (Osina) |

## Biografia
- Regulamin rozgrywek o PGNiG Puchar Polski